# ホモリズム
ホモリズム（英語: homorhythm ）およびその形容詞形ホモリズミック（homorhythmic）とは、音楽用語で、楽曲において「全声部がリズム的に同一であること」。あるいは、賛美歌やコラールの編曲において「リズムが非常に似通っていること」。
グリフィスによると、ホモリズムはホモフォニーの条件である。一方ランデルによると、ホモリズムは和声的様式、通俗的様式、1音符対1音符様式、アイソメトリック（等リズム）、ホモフォニーなどと言い換えられる。